# Agave chiapensis
Agave chiapensis là một loài thực vật có hoa trong họ Măng tây. Loài này được Jacobi mô tả khoa học đầu tiên năm 1866.

## Hình ảnh

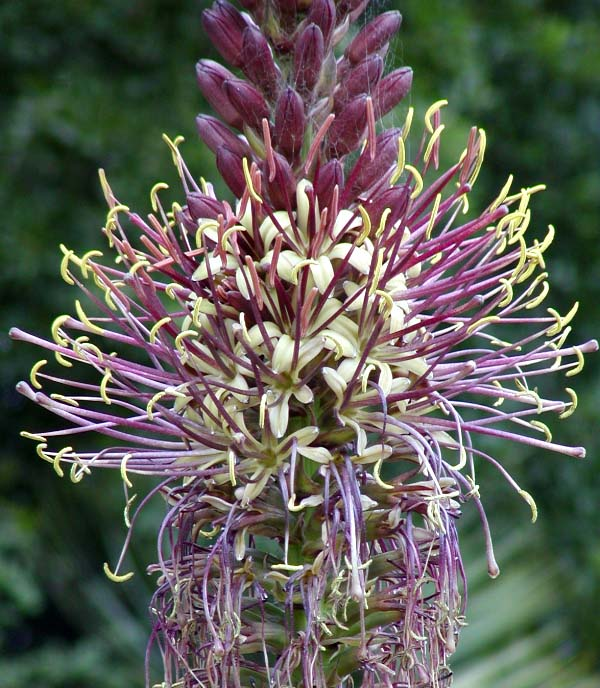
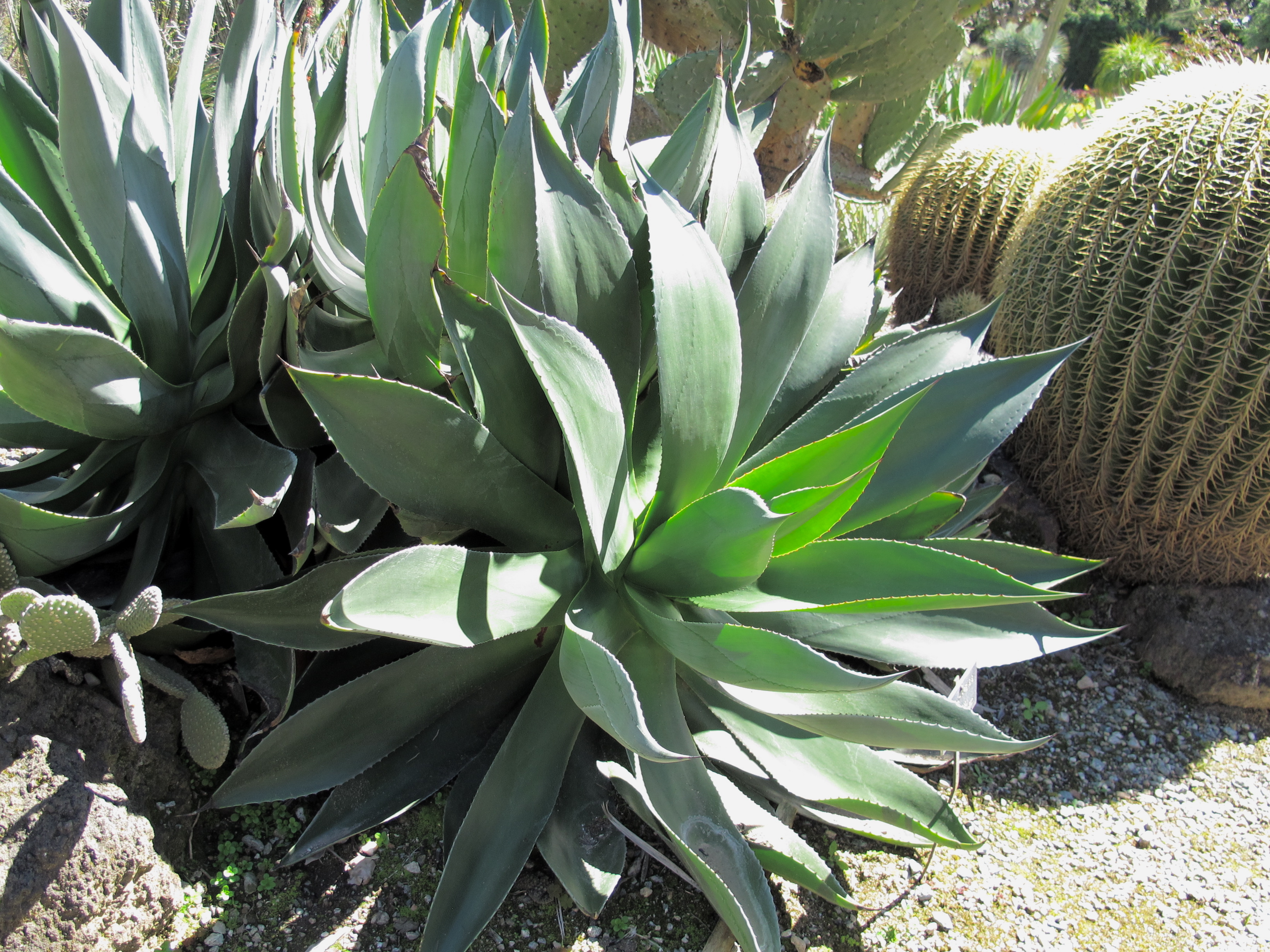
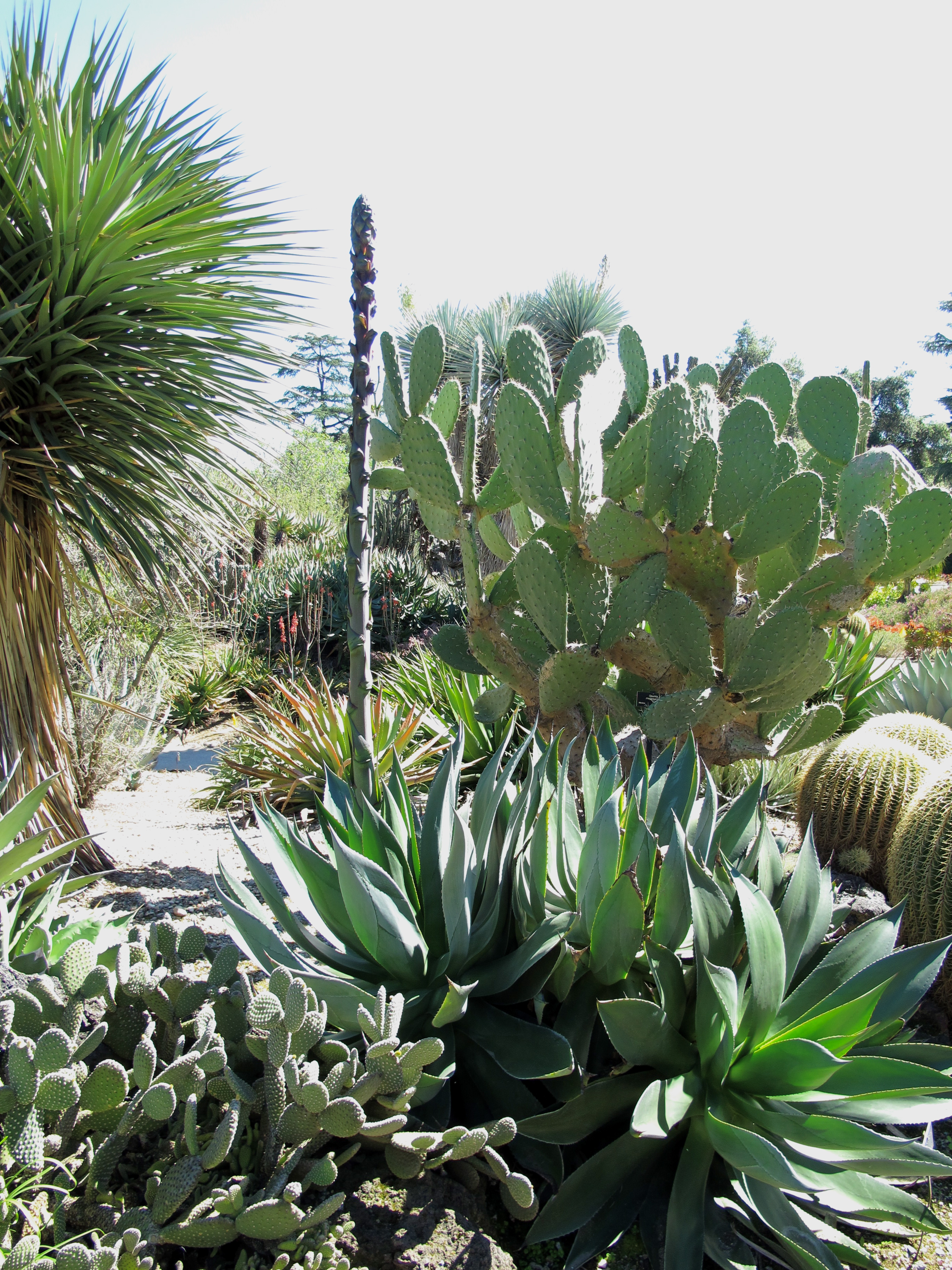